# Cleopatra (film fra 1963)
 For alternative betydninger, se Cleopatra (flertydig). (Se også artikler, som begynder med Cleopatra)
Cleopatra er en amerikansk historisk dramafilm fra 1963, instrueret af Joseph L. Mankiewicz og med Elizabeth Taylor, Richard Burton og Rex Harrison i hovedrollerne. Filmen handler om Kleopatra VII af Ægypten og hendes forhold til Julius Caesar og Marcus Antonius.

## Medvirkende
- Elizabeth Taylor som Cleopatra
- Richard Burton som Marcus Antonius
- Rex Harrison som Julius Caesar
- Roddy McDowall som Octavian, alias Augustus
- Martin Landau som Rufio
- Hume Cronyn som Sosigenes
- George Cole som Flavius
- Carroll O'Connor som Servilius Casca
- Andrew Keir som Agrippa
- Gwen Watford som Calpurnia Pisonis
- Kenneth Haigh som Brutus
- Pamela Brown som Præstinde
- Cesare Danova som Apollodorus
- Francesca Annis som Eiras
- Richard O'Sullivan som Pharaoh Ptolemy XIII
- Gregoire Aslan som Potheinos
- Martin Benson som Ramos
- Jean Marsh som Octavia den Yngre
- John Hoyt som Cassius
- Desmond Llewelyn som en romersk senator
- Peter Grant som en paladsvagt